# Wilhelmina
Wilhelmina (Wilhelmina Helena Pauline Marie) (Haag, 31. kolovoza 1880. – Het Loo, Apeldoorn, 28. studenoga 1962.), prva žena na nizozemskom vladarskom tronu i simbol otpora nacističkoj okupaciji Kraljevine Nizozemske.
Bila je jedino zajedničko dijete kralja Vilima III. i njegove druge supruge, Eme od Waldecka i Pyrmonta. U trenutku njenog rođenja, Wilhelminin otac je imao 63 godine i dva umrla sina od svoje prve supruge. Jedini Wilheminin brat koji je bio živ u trenutku njenog rođenja bio je kraljević Aleksandar, ali on je umro četiri godine nakon njenog rođenja. Zbog toga, ona je postala kraljevska nasljednica.

## Vladavina
Kralj Vilim III. umro je 23. studenoga 1890. godine, ostavivši nizozemski tron desetogodišnjoj kćeri. Međutim, tron velikog vojvode Luksemburga tada još uvijek nije mogla naslijediti žena, pa je on prešao njenom dalekom rođaku s očeve strane, majčinom ujaku, Adolfu. Regent maloljetne monarhinje do njenog osamnaestog rođendana bila je njena majka.
Godine 1895. Wilhelmina je posjetila kraljicu Viktoriju od Ujedinjenog Kraljevstva, koja je u svom dnevniku pisala o Wilhelmininim manirima, karizmi i dobrom poznavanju engleskog jezika.
Godine 1901. udala se za Hendrika, vojvodu od Mecklenburg-Schwerina. Smatra se da je brak bio bez ljubavi i da je služio samo da Wilhelmini rodi nasljednika. Imala je niz spontanih pobačaja. Jedino njezino dijete rođeno u braku bila je kraljevna Juliana, koja se rodila tek osam godina nakon Wilhelminina vjenčanja. Wilhelmina i Juliana nisu bile u vrlo dobrom odnosu jer je Wilhelmina bila stroga i religiozna majka koja je strogo ograničavala svoju kćer.
Između Prvog svjetskog rata i Drugog svjetskog rata, odnosno tokom 1920-ih i 1930-ih, Nizozemska se počela probijati kao industrijska sila. Međutim, krajem 1930-ih zemlju je pogodila ekonomska kriza tokom koje su se premijeri i često mijenjana vlada oslanjali na Wilhelminu više nego što je to Ustav zahtijevao. Wilhelmina je težila blažem obliku apsolutizma, jer nije vjerovala parlamentarnom sustavu koji se početkom 20. stoljeća u Nizozemskoj nekoliko puta rušio. Godine 1934. ostala je udovica, a iste godine umrla joj je i majka.

### Egzil
Dana 10. svibnja 1940. godine nacistička Njemačka je okupirala kraljevinu Nizozemsku, te su Wilhelmina i njena obitelj evakuirane u Ujedinjeno Kraljevstvo, u London. Wilhelmina je ovo smatrala poniženjem; ona je planirala otići na slobodni jug zemlje i odatle čekati pomoć, kao što je u Prvom svjetskom ratu uradio belgijski kralj Albert I., ali kapetan broda koji ju je odvezao iz Haaga smatrao je preopasnim približavanje nizozemskoj obali. Wilhelmina se morala zadovoljiti vođenjem vlade u egzilu iz Londona, te obraćajući se Nizozemcima preko radio-veze u kasnim noćnim satima. Njen rođendan je proslavljen u Nizozemskoj, iako su to Nijemci bili zabranili.
Njen odnos s nizozemskom vladom, koja nije imala parlament kao podršku, tijekom egzila u Londonu bio je napet. Prvi test njene efikasnosti iskrsnuo je kada je premijer, Dirk Jan de Geer, predložio sklapanje mira s Njemačkom i napuštanjem Saveznika, za koje je vjerovao da ne će pobijediti u ratu. Wilhelmina ga je, uz pomoć svog ministra, Pietera Gerbrandya, uspjela smijeniti i spriječiti u toj odluci. Zbog ovakvog viđenja nekih članova nizozemske vlade, Winston Churchill je Wilhelminu nazvao jedinim muškarcem u nizozemskoj vladi.

### Povratak u Nizozemsku
Kada je Nizozemska oslobođena 1945. godine i Wilhelmina se vratila u domovinu, razočarala se vidjevši da su na vlast opet došle stare frakcije. Wilhelmina je za novu rezidenciju umjesto stare palače odabrala vilu u Haagu, u kojoj je boravila osam mjeseci. Godine 1947. izbila je pobuna u Indoneziji za koju je nizozemska ekonomska elita krivila Wilhelminu. Ova kriza i proglašenje nezavisnosti Indonezije dovelo je do drastičnog pada Wilhelminine popularnosti i njene odluke da slijedi primjer svojih prethodnika i abdicira.

## Od abdikacije do smrti
Dana 4. rujna 1948. godine, nakon 58 godina i 50 dana na tronu, kraljica Wilhelmina je abdicirala u korist svoje kćeri Juliane i tako opet postala princeza. Juliana je bila manje formalna od majke i manje zainteresirana za politiku, a utjecaj monarhije je počeo opadati. Umrla je 28. studenoga 1962. godine. 
Kraljica Wilhelmina je imala osjećaja za financijska pitanja. Njena ulaganja učinila su je najbogatijom ženom svoga vremena, a taj položaj od nje su naslijedile njena kći i njena unuka, kraljica Beatrix.